# Cronopaisaje
Cronopaisaje (título original: Timescape) es una novela de ciencia ficción dura escrita por Gregory Benford en 1980, ganadora de los premios Nébula, John W. Campbell Memorial, BSFA a la mejor novela y Ditmar australiano.
La novela trata sobre la posibilidad de emitir un mensaje por medio de los taquiones (unas hipotéticas partículas que viajan a mayor velocidad que la luz) hacia el pasado. El motivo es que en 1998 los océanos están muy contaminados, lo que ha provocado una catástrofe medioambiental y económica.
Esta novela dio a Benford fama mundial e impulsó definitivamente su carrera.

## Resumen
Un gran desastre ecológico sacude los océanos del planeta y las autoridades no saben cómo resolver la situación. Desde el Cambridge de 1998, el físico John Renfrew intenta enviar un mensaje hasta 1963 para que los científicos de esa época intenten remediar el problema antes de que éste se produzca. Pero para ello, Renfrew debe lidiar con la burocracia reinante, encarnada por Ian Peterson, del Consejo Mundial.
Mientras, en 1963, el profesor e investigador de la Universidad de La Jolla, California, Gordon Bernstein recibe un misterioso mensaje en forma de código morse oculto tras el "ruido" de fondo en un experimento de resonancia nuclear. Desde ese momento, Bernstein debe lidiar con el escepticismo de sus colegas científicos, con la incomprensión de su novia Penny, y la presión de su superior Lakin, obsesionado sólo con la obtención de fondos y no con la obtención de datos reales.
La novela parece una crítica al mundo académico sin escrúpulos, concentrado (como Lakin) en las subvenciones y fondos para el funcionamiento de los departamentos científicos, y en la resonancia periodística, en lugar de concentrarse en la experimentación y obtención de datos reales.
Los personajes de la novela son sólidos y están bien construidos, mostrando todas las facetas del mundo científico.
La trama se sigue fácilmente a pesar de la sobrepoblación de explicaciones científicas, que se hacen, por momentos, algo densas para el lector no acostumbrado.
La eterna problemática de la paradoja del viaje en el tiempo, según el escritor español Miquel Barceló, es "brillante y elegantemente resuelta en los capítulos finales del libro", ambientado en un hipotético año 1974.
Es de notar también que es en esta novela donde se formula por primera vez la conocida Ley de la controversia de Benford.